# 藤子 (お笑い芸人)
藤子（ふじこ）は、かつてトゥインクル・コーポレーションで活動していた日本の女性お笑い芸人。本名、藤澤 尚子（ふじさわ なおこ）。スクールJCA13期生。当初はプロダクション人力舎に所属していた。

## 略歴
2004年、プロダクション人力舎が運営する芸人養成所スクールJCAへ13期生として入学。同期には三四郎、阿諏訪泰義、ともしげ（モグライダー）などがいる。養成所の同期生である芳賀ふく子とお笑いコンビ「かえるパンチ」を結成し、卒業後はプロダクション人力舎に所属。
2006年にコンビを解散。その後はピン芸人「藤子」としてフリーでの活動を経て、2007年よりトゥインクル・コーポレーション所属となる。
2016年、R-1ぐらんぷりにて3回戦へ進出。
2017年、藤子・砧川キヌ子・きみえ・ちかみどり・姫くりと阿佐ヶ谷アートスペースプロットにて『女芸人オンリー合同コントライブ「TURQUOISE（ターコイズ）」』を開催。
2018年、マイナビBLITZ赤坂にて開催されたライブ『第6回トゥインクル1グランプリ』で優勝。また、同年12月に放送された大竹まこと ゴールデンラジオ!内のコーナー『事務所対抗三つ巴戦・トゥインクルコーポレーション、人力舎、ASH&D全面抗争!』で優勝した。
2022年11月30日、所属事務所の公式ホームページにて同日を以て芸人を引退する事が発表された。その際に「ライブや仕事でお世話になった方々、一度でも藤子を観てくださったすべての方々に心よりお礼申し上げます。今後は陰ながらではございますが、皆様のご多幸を願っております。長い間お笑いの世界に身を置かせていただき、本当にどうもありがとうございました」といったコメントを残している。

## 人物
東京理科大学大学院修了（基礎工学研究科生物工学専攻）。高等学校教諭理科一種免許の資格を持っており、芸人になる前は国立がん研究センターに勤務していた。
趣味はフィギュアスケート鑑賞、パスタ、アコースティックギター。特技は卓球、書道、マウスの解剖。尊敬する人は浅田真央。好きな音楽はエレファントカシマシ。野球好きで、2015年からアマレス兄（アマレス兄弟）が監督を率いる芸人女子軟式野球部「ミラクルキッシーズ」に所属しキャプテンと会計を務めている。

## 芸風
主に一人コント。持ちネタの一つに「ジム・ジムイン」というアコースティックギターを用いた歌ネタコントがある。

## 賞レース戦績
- 2016年 R-1ぐらんぷり 3回戦進出
- 2018年 第6回トゥインクル1グランプリ 優勝
- 2018年 大竹まことゴールデンラジオ! 事務所対抗三つ巴戦・トゥインクルコーポレーション、人力舎、ASH&D全面抗争! 優勝

## 出演

### テレビ
- ピエール瀧のしょんないTV（静岡朝日テレビ、2016年7月1日・8日・12月9日・16日）

### ラジオ
- エンタメExpress（TBSラジオ、2018年11月15日）
- 大竹まこと ゴールデンラジオ!（文化放送、2018年12月27日）

### ライブ
- トゥインクルライブ（毎月開催、事務所ライブ）
- 女芸人野球部ミラクルキッシーズ トークライブ（2015年7月27日、新宿パペラ）
- 女芸人野球部ミラクルキッシーズ ネタライブ（2015年9月29日、スタジオ中野シェイプレス）
- 女芸人オンリー合同コントライブ「TURQUOISE（ターコイズ）」（2017年6月10日、阿佐ヶ谷アートスペースプロット）
  - 藤子・砧川キヌ子・きみえ・ちかみどり・姫くりによるユニットライブ。
- 新道竜巳女芸人フェス（2018年5月19日、新宿Fu-）
  - 新道竜巳（馬鹿よ貴方は）が主催しているお笑いライブ。
- コマチトーク!「藤子マチ!」（2018年10月9日、阿佐ヶ谷地域区民センター）
  - 大村小町が主催しているトークライブ。
- ショーゲキしもきたドォ～ン!（2018年12月15日、しもきたDAWN）
- ONLINE YATSUI FESTIVAL! 2020（2020年6月21日、LINE LIVE）
- YATSUI FESTIVAL! 2021 東京（2021年6月19日、LOFT9 Shibuya／LINE RECORDS）
- YATSUI FESTIVAL! 2022 東京（2022年6月19日、LOFT9 Shibuya／LINE RECORDS）

### 単独公演
- バカポジティブ（2011年6月4日、シアターD）
- バカポジティブ2（2012年10月27日、劇場バイタス）